# Al-Nassr Football Club
El Al-Nassr F. C.  (en árabe: نادي النصر لكرة القدم‎, romanizado: nādī al-nasr li-kūrāt ae-qādam, lit. 'La victoria del Club de Fútbol') es un club de fútbol saudí fundado en 1955, cuya sede se ubica en la ciudad de Riad y que juega en la Liga Profesional Saudí. 
El equipo participó en representación del continente asiático en la primera Copa Mundial de Clubes de la FIFA después de haber ganado la Supercopa de Asia en 1998. Su afición también le llama Al-Qari, por ser el primer club asiático en jugar partidos oficiales en 4 continentes diferentes, a saber, Asia, África, América del Sur y Europa.

## Historia

### Inicios y triunfos
El Al Nassr fue fundado en 1955 por Al-Ja'ba Al-Dewish Al-Mutairi. Los entrenamientos tenían lugar en un viejo patio de recreo de Gashlat Al-Shortah, al oeste del jardín de Al-Fotah, donde había un pequeño campo de fútbol y una pequeña habitación para guardar balones y camisetas. Además de los hermanos Al-Ja'ba, Ali e Issa Al-Owais fueron de los primeros en trabajar en el club.

### Años 90 (1989-2002)
En la década de 1990, el Al Nassr ganó otros dos títulos de la liga saudí, una Copa del Rey y una Copa de la Federación. También tuvo éxito en varios torneos internacionales, ganando dos Ligas de Campeones del CCG, una Recopa de Asia y una Supercopa de Asia. Como campeón de la Supercopa Asiática, el Al-Nassr FC representó a la región de la AFC en la primera Copa Mundial de Clubes de la FIFA, celebrada en Brasil en 2000. En la competición, el Al Nassr jugó contra el Sport Club Corinthians Paulista, el Real Madrid y el Raja Casablanca, y terminó tercero de grupo. El Al Nassr ganó el premio Fair Play de la competición.

### Contratiempos (2003-2007)
Tras la retirada del Trío de Oro, el Al Nassr sufrió algunos reveses importantes. En 2006-07, el club sólo evitó el descenso en la última jornada de la temporada, lo que llevó a los miembros honorarios del club a iniciar un plan efectivo a largo plazo, para revolucionar la gestión y a los miembros del equipo.

### Vuelta a la senda de la victoria (2008-presente)

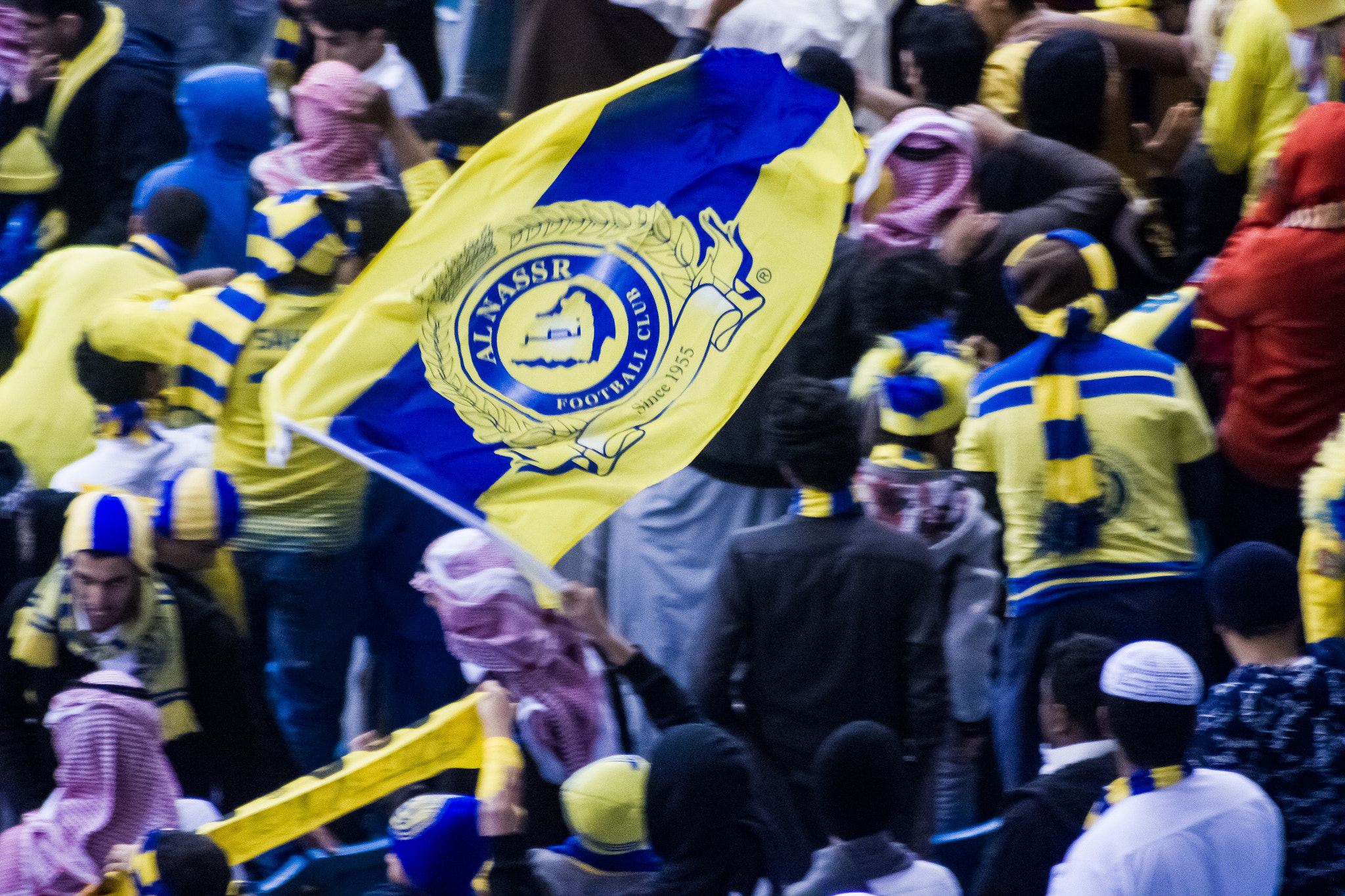
Fanáticos del Al-Nassr en 2013

Tras una profunda remodelación de la plantilla, el Al Nassr se proclamó campeón de la Copa Federación 2008 frente a su rival de la ciudad, el Al Hilal. El club terminó tercero en 2009-10 y se aseguró la Liga de Campeones asiática para la temporada siguiente. En 2011-12, el Al Nassr llegó a la final de la Copa del Rey, en la que se proclamó subcampeón. En 2012-13, el Al Nassr siguió dando pasos firmes para volver a ser el gigante saudí de antaño, y alcanzó la final de la Copa del Príncipe Heredero, que perdió en la tanda de penales contra el Al Hilal.
En 2013-14, el Al Nassr logró por fin su objetivo a largo plazo de regresar a las fases de coronación, al conseguir un impresionante doblete contra su rival de ciudad, el Al Hilal, tanto en liga como en la Copa del Príncipe Heredero. El equipo se clasificó posteriormente para la Liga de Campeones de la AFC 2015 tras el asombroso logro.
En la temporada 2014-15, el Al Nassr siguió defendiendo el título de campeón vigente, al ganar la liga y alcanzar la final de la Copa del Rey, además de clasificarse para la semifinal del Príncipe Heredero. La identidad de un campeón que vuelve persiste en los pasillos del club.
En la temporada 2018-19, el Al Nassr ganó la liga, además de alcanzar las semifinales de la Copa del Rey y los cuartos de final de la Liga de Campeones de Asia.
Tanto en 2019 como en 2020, el Al Nassr se proclamó campeón de la Supercopa saudí de forma consecutiva: en 2019 venció al Al Taawoun FC por 1-1 (5-4 pen.) y en 2020 se impuso a su acérrimo rival de la ciudad, el Al Hilal SFC, por 3-0.
Para la temporada 2022-23 el club contrató al técnico francés Rudi García y se reforzó con jugadores contrastados en Europa como el colombiano David Ospina, Álvaro González y Luiz Gustavo. El 30 de diciembre de 2022, el Al Nassr fichó a Cristiano Ronaldo, tras la polémica salida de la leyenda portuguesa del Manchester United. En enero de 2025 contrató al goleador colombiano John Durán.

## Uniforme
- Uniforme Titular: Camiseta amarillo completo, pantalón azul y medias amarillas.
- Uniforme Alternativo: Camiseta en azul completo, pantalón azul y medias azul.

El actual proveedor de indumentarias deportivas de Al-Nassr es Adidas.

### Uniforme titular
| 1979-80 | 2009-10 | 2010-11 | 2011-12 | 2012-13 | 2013-14 | 2014-15 | 2015-16 |

| 2016-17 | 2017-18 | 2018-19 | 2019-20 | 2020-21 | 2021-22 | 2022-23 | 2023-24 |

### Uniforme alternativo
| 2009-10 | 2010-11 | 2011-12 | 2012-13 | 2013-14 | 2014-15 | 2015-16 | 2016-17 |

| 2017-18 | 2018-19 | 2019-20 | 2020-21 | 2021-22 | 2022-23 | 2023-24 |

### Uniforme tercero
| 2009-10 | 2010-11 | 2011-12 | 2013-14 | 2016-17 | 2017-18 | 2018-19 | 2019-20 |

| 2022-23 | 2022-23 | 2023-24 |

### Indumentaria
| Período       | Logo | Proveedor   |
| ------------- | ---- | ----------- |
| 1990          | -    | Dauring     |
| 1997-2001     |      | Nike        |
| 2008-2010     |      | Lotto       |
| 2010-2012     |      | Nike        |
| 2012-2017     | -    | Sporta      |
| 2017-2018     |      | New Balance |
| 2018-2022     | -    | Victory     |
| 2022-2023     | -    | Duneus      |
| 2023-2024     |      | Nike        |
| 2024-presente |      | Adidas      |

## Estadísticas en competiciones internacionales

### Por competencia
| Torneo                                   | TJ | PJ | PG | PE | PP | GF  | GC | DG  | Puntos |
| ---------------------------------------- | -- | -- | -- | -- | -- | --- | -- | --- | ------ |
| Liga de Campeones de la AFC (desde 1967) | 8  | 60 | 28 | 15 | 17 | 90  | 66 | +24 | 99     |
| Recopa de la AFC                         | 2  | 12 | 8  | 3  | 1  | 16  | 12 | +4  | 27     |
| Supercopa de la AFC                      | 1  | 2  | 0  | 2  | 0  | 1   | 1  | 0   | 2      |
| Total                                    | 11 | 74 | 36 | 20 | 18 | 107 | 79 | +28 | 128    |

## Registros

### Máximos goleadores históricos
| Jugador              | Competiciones | Goles |
| -------------------- | --- | ----- |
| Majed Abdullah       | Liga Premier de Arabia Saudita / Campeonato de Clubes de Asia / Copa del Rey / Copa del Príncipe de la Corona Saudí / Copa Federación de Arabia Saudita / Copa de Campeones Árabes / Copa de Clubes Campeones del Golfo / Recopa de la AFC | 259   |
| Mohammed Al-Sahlawi  | Liga Profesional Saudí / Liga de Campeones de Élite de la AFC / Copa del Rey de Campeones | 121   |
| Abderrazak Hamdallah | Liga Profesional Saudí / Liga de Campeones de Élite de la AFC / Copa del Rey de Campeones | 112   |
| Cristiano Ronaldo    | Liga Profesional Saudí / Liga de Campeones de Élite de la AFC / Copa del Rey de Campeones / Supercopa de Arabia Saudita / Campeonato de Clubes Árabes                                                                                      | 99    |
| Anderson Talisca     | Liga Profesional Saudí / Liga de Campeones de Élite de la AFC / Copa del Rey de Campeones / Supercopa de Arabia Saudita / Campeonato de Clubes Árabes                                                                                      | 77    |
| Saad Al-Harthi       | Liga Profesional Saudí / Liga de Campeones de Élite de la AFC / Copa del Rey de Campeones | 44    |
| Sadio Mané           | Liga Profesional Saudí / Liga de Campeones de Élite de la AFC | 37    |
| Hassan Al-Raheb      | Liga Profesional Saudí / Liga de Campeones de Élite de la AFC / Copa del Rey de Campeones | 36    |
| Giuliano             | Liga Profesional Saudí / Liga de Campeones de Élite de la AFC | 31    |
| Yahya Al-Shehri      | Liga Profesional Saudí / Liga de Campeones de Élite de la AFC | 28    |

• Notas: en negrita los jugadores activos en el club.

## Entrenadores

### Listado de todos los tiempos
| Nombre              | Tiempo en el cargo |
| ------------------- | ------------------ |
| Desconocido         | (1955–1959)        |
| Ahmed Al-Joker      | (1960–1962)        |
| Ahmied Abdullah     | (1962–1965)        |
| Lam'at Qatana       | (1966)             |
| Abdulmajid Tarnah   | (1967–1969)        |
| Hassan Sultan       | (1969–1970)        |
| Zaki Osman          | (1971)             |
| Mimi Abdulmajid     | (1972)             |
| Hassan Khairi       | (1973–1974)        |
| Mahmoud Abu Rojeila | (1975)             |
| Vivas               | (1976)             |
| Ljubiša Broćić      | (1976–1979)        |
| Chico Formiga       | (1980–1981)        |
| Mário Zagallo       | (1981)             |
| José Teixeira       | (1982–1983)        |
| Francisco Sarno     | (1983)             |
| José Serra          | (1983)             |
| Carpegiani          | (1983–1984)        |
| Robert Herbin       | (1985–1986)        |
| Billy Bingham       | (1987–1988)        |
| Joel Santana        | (1988–1989)        |
| Yousef Khamis       | (1989)             |
| Claudio Deorati     | (1990)             |
| Nasser Al-Johar     | (1990–1991)        |
| Dragoslav Šekularac | (1992)             |
| Qadiss              | (1992–1993)        |
| Nasser Al-Johar     | (1993)             |
| Majed Abdullah      | (1993)             |
| Jean Fernandez      | (1993–1994)        |
| Henri Michel        | (1995)             |
| Yousef Khamis       | (1995)             |
| Jean Fernandez      | (1995–1996)        |
| Ilie Balaci         | (1996–1997)        |
| Dimitar Penev       | (1997)             |
| Jean Fernandez      | (1998)             |
| Dutra               | (1998–1999)        |
| Procópio Cardoso    | (1999)             |
| Milan Živadinović   | (2000)             |
| Yousef Khamis       | (2000)             |
| Artur Jorge         | (2000–2001)        |
| Héctor Núñez        | (2001)             |
| Salih Al-Mutlaq     | (2001)             |
| Jorge Habegger      | (2001–2002)        |
| Julio Asad          | (2002–2003)        |
| Ljubiša Tumbaković  | (2003)             |
| Mircea Rednic       | (2004)             |

| Nombre                | Tiempo en el cargo |
| --------------------- | ------------------ |
| Ahmed Al-Aljani       | (2004)             |
| Mohsen Saleh          | (2004)             |
| Dimitar Dimitrov      | (2004–2005)        |
| Mariano Barreto       | (2005–2006)        |
| Khalid Al-Koroni      | (2006)             |
| Yousef Khamis         | (2006)             |
| Artur Jorge           | (2006)             |
| Jorge Habegger        | (2006–2007)        |
| Ednaldo Patrício      | (2007)             |
| Foeke Booy            | (2007)             |
| Julio Asad            | (2007)             |
| Rodion Gačanin        | (2008)             |
| Edgardo Bauza         | (2009)             |
| Jorge da Silva        | (2009–2010)        |
| Walter Zenga          | (2010)             |
| Dragan Skočić         | (2011)             |
| Eurico Gomes          | (interino- 2011)   |
| Gustavo Costas        | (2011)             |
| Ali Kmeikh            | (interino- 2011)   |
| Francisco Maturana    | (2011–2012)        |
| José Daniel Carreño   | (2012–2014)        |
| Raúl Caneda           | (2014)             |
| Jorge da Silva        | (2014–2015)        |
| Fabio Cannavaro       | (2015–2016)        |
| René Higuita          | (2016)             |
| Raúl Caneda           | (2016)             |
| Zoran Mamić           | (2016–2017)        |
| Patrice Carteron      | (2017)             |
| Ricardo Gomes         | (2017)             |
| Gustavo Quinteros     | (2017–2018)        |
| José Daniel Carreño   | (2018)             |
| Rui Vitória           | (2019–2020)        |
| Alen Horvat           | (2020–2021)        |
| Mano Menezes          | (2021)             |
| Pedro Emanuel         | (2021)             |
| Marcelo Salazar Filho | (2021)             |
| Miguel Ángel Russo    | (2021–2022)        |
| Rudi García           | (2022–2023)        |
| Dinko Jeličić         | (2023)             |
| Luís Castro           | (2023–2024)        |
| Stefano Pioli         | (2024–2025)        |
| Jorge Jesus           | (2025–)            |

## Palmarés

### Títulos nacionales (23)
| Competiciones nacionales          | Títulos                                               | Subcampeonatos                                        |
| --------------------------------- | ----------------------------------------------------- | ----------------------------------------------------- |
| Liga Profesional Saudí (9/8)      | 1975, 1980, 1981, 1989, 1994, 1995, 2014, 2015, 2019. | 1977, 1978, 1979, 1991, 2001, 2020, 2022-23, 2023-24  |
| Copa del Rey (6/9)                | 1974, 1976, 1981, 1986, 1987, 1990.                   | 1967, 1971, 1973, 1989, 2012, 2015, 2016, 2020, 2024. |
| Supercopa de Arabia Saudita (2/3) | 2019, 2020.                                           | 2014, 2015, 2024.                                     |
| Copa del Príncipe (3/4)           | 1973, 1974, 2014.                                     | 1991, 1996, 2013, 2017.                               |
| Copa Federación Saudí (3/3)       | 1976, 1998, 2008.                                     | 1994, 2001, 2009.                                     |

### Títulos internacionales (2)
| Competiciones internacionales     | Títulos | Subcampeonatos |
| --------------------------------- | ------- | -------------- |
| Liga de Campeones de la AFC (0/1) |         | 1995.          |
| Recopa de la AFC (1/1)            | 1998    | 1992.          |
| Supercopa de la AFC (1/0)         | 1998    |                |

### Títulos amistosos
- Campeonato de Clubes Árabes (1): 2023.
- Copa de Clubes Campeones del Golfo (2): 1996, 1997.